# São Miguels fästning

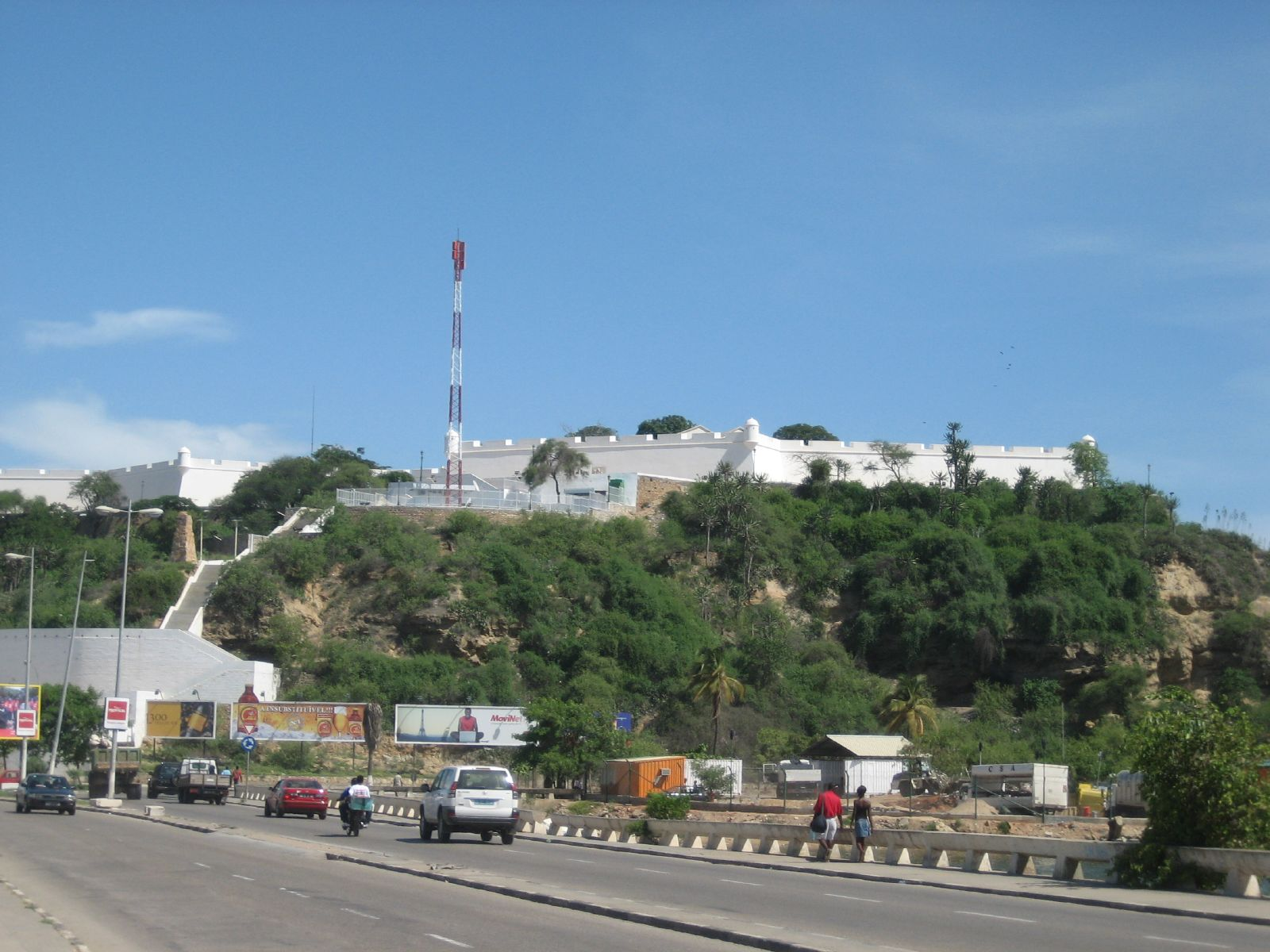
Fortaleza de São Miguel.

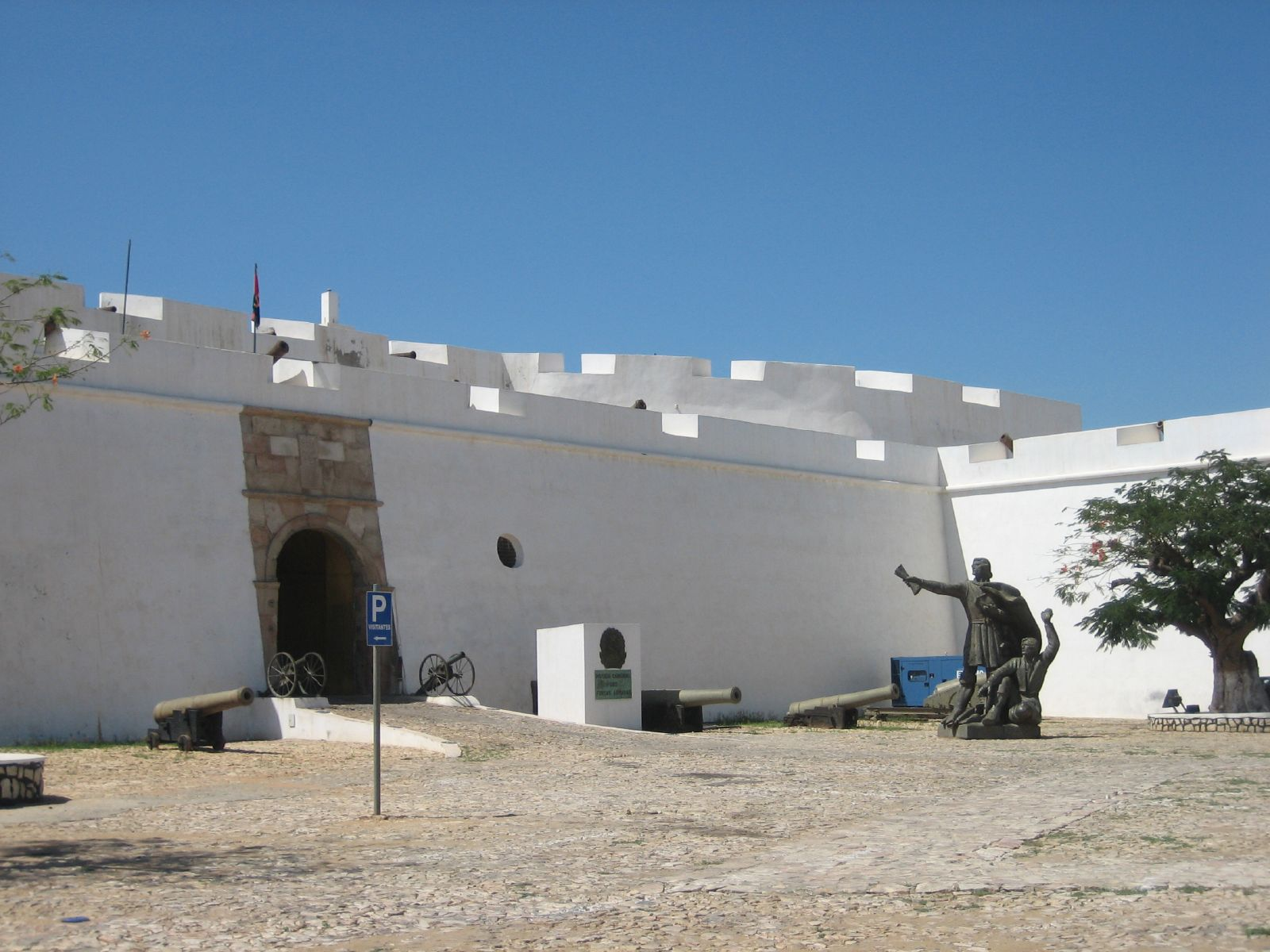
Entrén till fästningen.

São Miguels fästning (portugisiska: Fortaleza de São Miguel) var en portugisisk fästning i Luanda.
Fästningen São Miguel lät byggas 1576 av Paulo Dias de Novais. Den blev kolonins administrativa centrum 1627 och var också en större knutpunkt för slavtransporterna till Brasilien. Denna gamla fästning ligger mittemot ön Ilha de Luanda, bortom hamnen. Det massiva fortet fungerade  i många år som ett fristående samhälle, skyddat av tjocka murar krönta med kanoner. Inne i fortet berättar keramikplattor om Angolas tidiga år, och på gårdsplanen finns framträdande statyer av Portugals första kungar, den första europén som siktade Angola, Diogo Cão, den kände upptäckaren Vasco de Gama och andra personligheter.
Idag ligger inrymmer fästningen ett militärt museum.